# 난혼
난혼(亂婚, 영어: promiscuity) 또는 프리섹스(free sex)는 상대를 가리지 않는 성관계 문화를 말한다.

## 개요
프리 섹스라는 말은 육체적인 쾌락으로서의 성행위를 그 사회의 문화가 속박하는 도덕적인 편견에 영향받지 않고 즐길 수 있는 성가치관의 변화를 가리킨다. 그것은 곧 혼전(婚前)·혼외(婚外)의 성의 개방이요, 지금까지 성폐쇄의 전통을 가진 사회에서는 새로운 문제로 등장하고 있다.미국의 경우 프리 섹스는 1948년 인디애나 대학의 동물학 교수, 킨제이와 그의 연구팀이 1만 2,000여명의 미국인 남녀들의 성생활 표본을 자료로 한 성보고서를 발표함으로써 객관화되었다. 일체의 사회적 편견을 무시하고 인간이란 동물의 성생활을 조사한 이 보고서의 과학적 가치는 사회적 가치기준이 정해 주는 이른바 정상적인 성생활의 개념을 정의(定義)한 데 있는 것이다. 이를테면 결혼과 사회적 규범을 넘어서 남녀 간의 성행위라든가, 성생활의 여러 가지 기교적 변태(變態)들을 사회적 가치판단에 따라 비정상적으로 규정하지 않고 또 성생활에 대한 의학적인 진단조차 피하고 있는 것이다.킨제이의 객관적 조사보고서는 성생활에 대한 프리 섹스라는 보다 새로운 사회적 가치기준을 만들어 주었다. 그러나 「킨제이 보고서」의 기준은 과거의 상식적인 사회적 편견과는 달리, 적어도 과학적 방법이 미칠 수 있는 한계에서는 사실에 가까운 객관적 자료인 것이다. 이 객관적 자료는 프리 섹스 풍조의 미국사회가 겪은 센세이셔널리즘을 극복하는 데 기여하기도 했다. 그것은 이 보고서의 어떤 결과들이 이 보고서 이전의 오래된 강력한 사회적 편견들을 대부분 부정하고 있는 방향으로 나왔기 때문이다.

## 같이 보기
- 개인주의
- 히피
- 혼전 성교
- 자유연애
- 원나잇스탠드